# Martha Marcy May Marlene
Martha Marcy May Marlene es una película dramática estadounidense de 2011 dirigida y escrita por Sean Durkin y protagonizada por Elizabeth Olsen, John Hawkes, Sarah Paulson y Hugh Dancy. El filme se enfoca en una joven que sufre de delirio y paranoia al regresar con su familia después de vivir con una secta abusiva en las montañas Catskill.

## Argumento
Una mañana, Martha (Elizabeth Olsen) huye de una secta en las montañas Catskill, la cual es liderada por el enigmático Patrick (John Hawkes). Uno de los miembros de la secta, Watts (Brady Corbet), la sigue hasta un diner y trata de convencerla de que regrese, pero ella rehúsa. Desde un teléfono público fuera del diner, Martha llama a su hermana Lucy (Sarah Paulson), quien la recoge en una estación de autobús cercana y la lleva a su casa de verano en Connecticut, en donde vive con su esposo Ted (Hugh Dancy). Martha les dice que ha estado viviendo con su novio en las montañas Catskill y no menciona la secta para nada. Un día, mientras se broncean, Martha decide ir a nadar y para esto se quita todas sus ropas, por lo que su hermana la regaña fuertemente. Durante los días que siguen, Martha continúa actuando inusualmente y sin considerar las normas sociales.
En una analepsis, se muestra cuando Martha conoce a Patrick, quien a los pocos minutos declara que ella «parece como una Marcy May» y no una Martha. Patrick empieza a mostrar un fuerte interés en Martha hasta que la viola como parte de un ritual de la secta y una de las mujeres del grupo afirma que fue «afortunada» de tener a Patrick como su primera pareja sexual. Días después, Patrick canta «Marcy's Song» de Jackson C. Frank en frente del grupo y todo el grupo comienza a llamarla Marcy May. También se muestra a la secta nadando desnudos en una catarata.
En la casa de verano, Martha entra al cuarto de Lucy y Ted mientras están teniendo sexo y se acuesta a los pies de su cama. Lucy, horrorizada, le explica a su hermana que su comportamiento no es normal, mientras que Ted se enoja por el incidente. Martha sigue teniendo problemas para readaptarse a su antigua vida, prefiriendo dormir en el suelo que en la cama. También insiste en que ella es una maestra y una líder y cuando Ted le pregunta por sus planes a futuro, ella responde que no necesita dinero ni cosas materiales. Martha llama anónimamente a la secta, pero cuelga cuando la persona que responde adivina su identidad.
En otra analepsis, Martha ayuda a una joven nueva, Sarah, a adaptarse a la vida en la secta y le dice que todos ayudan a cuidar de los niños, los cuales son los hijos que Patrick ha tenido con las mujeres de la secta. Posteriormente, Martha prepara a Sarah para su «noche especial» con Patrick, dándole una bebida con un calmante. Mientras le enseña cómo usar un arma, Patrick le pide a Martha que mate un gato para probar que ella es «una maestra y una líder» y después que le dispare a un miembro de la secta, pero ella rehúsa hacer ambas cosas. Una noche, Martha, Watts y otra mujer de la secta entran a una casa y roban objetos de valor. En otra escena, los miembros del culto tienen sexo en un cuarto mientras Patrick los ve desde una escalera.
En el presente, Martha sospecha que los sectarios la están vigilando y cuando una camioneta negra idéntica a la del grupo aparece cerca de la casa, ella asume que es la misma y le destroza una ventana. Lucy organiza una fiesta y Martha cree que el barman es uno de los hombres de Patrick, por lo que se pone histérica y empieza a gritar, obligando a los invitados a abandonar el lugar. Lucy trata de comprender lo que le ha pasado a Martha, mientras que Ted sugiere que busquen ayuda profesional.
A través de otra analepsis, Martha y otros sectarios entran en otra casa, pero son sorprendidos por el dueño y, mientras tratan de salir, Patrick aparece y le pregunta si piensa llamar a la policía. El hombre ordena al grupo que se vaya y promete no llamar a las autoridades, pero Kate, una miembro de la secta, lo apuñala en su espalda. Los sectarios huyen del lugar con Martha en estado de shock. Posteriormente se observa a Martha contestando el teléfono y usando el nombre Marlene Lewis, el nombre que todas las mujeres usan cuando contestan para ocultar sus identidades. Martha trata de aceptar lo que pasó la noche del robo y Patrick le exige que se controle ya que ella es su favorita, a la vez que trata de convencerla de que la muerte es algo bueno.
Al despertarse de una pesadilla en la casa de verano, Martha ataca accidentalmente a Ted y, después, Martha le dice a Lucy que no será una buena madre. Por ende, la pareja le informa que le buscarán ayuda psiquiátrica y que ellos pagarán por ella. A la mañana siguiente, Martha va a nadar al lago y ve a un hombre mirándola fijamente desde la orilla. Mientras Martha y la pareja se dirigen al hospital, el mismo hombre se interpone en el camino, se sube a un carro aparcado a la orilla de la carretera y empieza a seguirlos.

## Elenco
- Elizabeth Olsen - Martha
- John Hawkes - Patrick
- Sarah Paulson - Lucy
- Hugh Dancy - Ted
- Brady Corbet - Watts
- Christopher Abbott - Max
- Michael Chmiel - Hombre desaliñado
- Maria Dizzia - Katie
- Julia Garner - Sarah
- Louisa Krause - Zoe

## Lanzamiento
Martha Marcy May Marlene fue estrenada en el Festival de Cine de Sundance de 2011 en enero, en el cual Durkin ganó el Premio a la mejor dirección de drama. La película también fue exhibida en la sección Un Certain Regard del Festival de Cannes de 2011 y en el Festival Internacional de Cine de Toronto en septiembre de 2011. El filme fue lanzado públicamente en los Estados Unidos el 21 de octubre de 2011.

## Recepción
El filme recibió críticas muy positivas y la interpretación de Elizabeth Olsen como Martha también fue aclamada por la crítica. Rotten Tomatoes reportó que 90% de los críticos le dieron reseñas positivas al filme, basado en 188 críticas con un puntaje promedio de 7,7/10, siendo el consenso que «con una cautivante interpretación debut de Elizabeth Olsen, Martha Marcy May Marlene es un drama psicológico distintivo e inolvidable». Metacritic reportó un puntaje de 78 de 100 basado en 38 críticas. Roger Ebert le dio al filme tres estrellas y media de cuatro, describiendo al Olsen como  «Un descubrimiento genuino... Ella tiene lidiar con un amplio rango de emociones y, en su primer rol protagónico, parece saber cómo hacerlo instintivamente». La única queja de Ebert fue que los saltos cronológicos del filme fueron «un poco muy ingeniosos. En una película seria, no hay recompensa por artimañas».
En su fin de semana de estreno, la película recaudó $137 651. El filme recaudó $2 990 625 en los Estados Unidos y $3 538 446 mundialmente.